# ماساکی‌یو مازونو
ماساکی‌یو مازونو (به انگلیسی: Masakiyo Maezono) بازیکن فوتبال اهل ژاپن و عضو تیم ملی فوتبال ژاپن است که در تاریخ ۲۲ مه ۱۹۹۴ میلادی اولین بازی ملی‌اش را انجام داد. او در ۱۹ بازی ملی حضور داشت و آخرین بازی ملی خود را در تاریخ ۱۵ مارس ۱۹۹۷ میلادی انجام داد. ماساکی‌یو مازونو در بازی‌های ملی‌اش
۴ گل به ثمر رساند.